# Jonas H. Ingram
Jonas Howard Ingram (Jeffersonville, 15 de octubre de 1886-San Diego, 9 de septiembre de 1952) fue un militar estadounidense, perteneciente a la Armada de los Estados Unidos, que participó en la Primera Guerra Mundial y la Segunda Guerra Mundial y alcanzó el grado de almirante. Estuvo al mando de la Flota Atlántica de los Estados Unidos durante la Segunda Guerra Mundial y recibió la Medalla de Honor por sus acciones durante la ocupación estadounidense de Veracruz de 1914.

## Biografía
Después de su graduación en la Academia Naval de los Estados Unidos en 1907, sirvió en varios acorazados, cruceros y destructores. Como oficial de la torreta del acorazado USS Arkansas (BB-33), estableció un récord mundial de disparos de cañones de 12 pulgadas (305 mm). El 22 de abril de 1914 llegó a Veracruz (México) con el batallón de Arkansas, participando en la ocupación estadounidense del puerto, y luego fue galardonado con la Medalla de Honor por «conducta distinguida en la batalla» y «manejo hábil y eficiente de la artillería y ametralladoras».
Durante la Primera Guerra Mundial, recibió la Cruz de la Armada por sus servicios en el personal del contralmirante Hugh Rodman, comandante de la División Nueve de la Fuerza de Batalla, Flota del Atlántico.
Al obtener el rango de comandante en 1924, se convirtió en el oficial al mando del destructor USS Stoddert (DD-302) antes de regresar a la Academia Naval para desempeñarse como director atlético y director de fútbol americano de 1926 a 1930. Pasó a comandar el acorazado USS Pennsylvania (BB-38) durante un período de tiempo, antes de servir como oficial a cargo de la rama de relaciones públicas. Antes de su ascenso a capitán en 1935, se desempeñó como asistente del Secretario de la Armada. Tiempo después quedó al mando del acorazado USS Tennessee (BB-43).
En los primeros años de la Segunda Guerra Mundial, fue ascendido a contralmirante el 10 de enero de 1941 y se desempeñó como comandante de la Fuerza de Tarea Tres antes de su designación en septiembre de 1942 como comandante de la Fuerza del Atlántico Sur en la Flota del Atlántico de los Estados Unidos, con cuartel en Brasil, con el rango de vicealmirante. Luego fue galardonado con la Medalla por Servicio Distinguido de la Armada.
El 15 de noviembre de 1944, fue nombrado comandante en jefe de la Flota Atlántica de los Estados Unidos, con el rango de almirante. En este mando aseguró el flujo constante de tropas y materiales a Europa a través del Atlántico durante las últimas fases de la Segunda Guerra Mundial. También dirigió los esfuerzos de la Flota Atlántica para contener y destruir la flota alemana de submarinos. Por su servicio recibió la estrella de oro de 5/16 pulgadas.
Separado del servicio como comandante en jefe de la Flota Atlántica de los Estados Unidos en septiembre de 1946, se retiró del servicio activo el 1 de abril de 1947. Falleció el 9 de septiembre de 1952 en el Hospital Naval de los Estados Unidos en San Diego (California) tras un ataque cardíaco. Fue sepultado en el Cementerio Nacional de Arlington.
El destructor USS Jonas Ingram (DD-938), en servicio entre 1957 y 1983, fue nombrado en su honor.